# سمير العيادي
سمير العيادي كاتب روائي ومسرحي تونسي من قرية المطوية. شارك في تمثيل بعض المسلسلات التلفزية والأفلام السينمائية. تولى إدارة دار الثقافة ابن رشيق في السبعينات وإدارة مهرجان قرطاج الدولي في الثمانينات.

## نشأته
ولد سمير العيّادي (وإسمه الحقيقي العيٌادي سمير) بمدينة المطوية في الجنوب التٌونسي يوم 24 أفريل 1947، وانتقلت عائلته للعيش بالعاصمة تونس سنة 1950.
درس في معهد خزندار بالعاصمة ومنه نال شهادة البكالوريا سنة 1966، ثم اِلتحق بكلية الآداب والعلوم الإنسانية بتونس.
التحق بوزارة الثقافة منشطا، ثم مديرا لدار الثقافة «ابن خلدون» ثم دار الثقافة «اِبن رشيق» ثم مستشارا للوزير انطلاقا من سنة 1985.

## أعماله
عمل بالمسرح ممثلا ومؤلفا ومخرجا. له كتابات في القصة والرواية والسيناريو. وقد عرف الفقيد بشغفه الدائم بالابتكار والتجديد وكان من مؤسسي حركة الطليعة الأدبية بتونس.
كتب أول نص لفرقة مسرح العرائس وترأّس مجلة«ثقافة» التي كان يصدرها النّادي الأدبي بدار الثقافة ابن خلدون، ومجلّة «المسار» التي يصدرها اتحاد الكتاب التونسيين، ومجلة «الحياة الثقافية» التي تصدرها وزارة الثقافة والمحافظة على التراث. نشر في باب القصّة «صخب الصّمت» و«هكذا يقتلون الأمل» و«هدير العشق في الأسحار».
كتب للمسرح مجموعة كبيرة من الأعمال منها «رأس الغول» و«الجازية الهلالية» و«عطشان يا صبايا» و«عليسة» و«ليلة في حلق الوادي» و«موندو» و «تحت السور» و«حلواني باب سويقة» وأقتبس عشرات المسرحيات عن نصوص عالمية مثل «أم كوراج» و«الخادمات» و«أنطيقون» وقد قام بإخراج البعض منها.
أدار مهرجان قرطاج الدولي في مطلع الثمانينات. 
كما شارك في عدد كبير من المسلسلات والأفلام التونسية ممثلا وكاتب سيناريو منها مسلسلات «وردة» و«الناس حكاية» و«أمواج» كما قام بصياغة سيناريو بعض المسلسلات مثل «باب الخوخة» ومن أفلامه نذكر «وغدا» و«الخشخاش» وكتب سيناريو فيلم «البرنس» لحمادي عرافة.
تعامل مع معظم الفرق المسرحية العمومية والخاصة في تونس مثل الفرقة المسرحيٌة بالكاف والفرقة المسرحٌية بقفصة.
لم ينفكٌ عن الكتابة والنشر طيلة اثنين وثلاثين عاما ومن بين إصداراته نستطيع ذكر:
- صخب الصمت (قصص) 1970
- عطشان يا صبايا (مسرحية) 1975
- من الزخارف (قصص) 1976
- سندباد (مسرحية) 1983
- كذلك يقتلون الأمل (قصص) 1985
- ام كوراج في الحروب الصليبية (مسرحية عن بريشت) 1991
- بوبة وشيبوب (مسرحية)1992
- صابرة (مسرحية) 1994
- تحت السور (مسرحية) 1995
- عليسة (مسرحية) 1996
- حلواني باب سويقة (مسرحية) 1997
- معهدي خزندار (نص) 2002
- هدير العشق في الاسحار (قصص) 2002
- ليلة في حلق الوادي (مسرحية) 2004
- قلب الحمام (مسرحية)2006

هذا دون أن نغفل عن ذكر أنّه كان ناشطا في النسيج الجمعياتي كعضو مؤسس بجمعية السينمائيين التونسيين وعضو اتحاد المؤلفين المحترفين وعضو نادي القصة وعضو اتحاد الكتاب التونسيين.

## وفاته
توفيّ سمير العيادي في مقٌر سكناه بالمنزه السٌابع بأريانة صباح يوم السبت 31 ماي 2008 عن سن تناهز 61 عاما.

## روابط خارجية
- سمير العيادي على موقع IMDb (الإنجليزية)
- سمير العيادي على موقع قاعدة بيانات الأفلام العربية
- سمير العيادي على موقع كينوبويسك (الروسية)